# Prospero (nome)
Prospero  è un nome proprio di persona italiano maschile.

## Varianti
- Alterati: Prosperino
- Ipocoristici: Rino

### Varianti in altre lingue
- Francese: Prosper[1]
- Inglese: Prosper[1]
- Latino: Prosperus[1]
- Spagnolo: Prospero[1]

## Origine e diffusione
Deriva dal latino Prosperus e significa "fortunato", "propizio", "vittorioso"; dalla stessa radice deriva anche il cognome Prosperi. Il nome è stato popolarizzato dal personaggio omonimo de La tempesta di Shakespeare. Non è mai stato comune nella lingua inglese, invece, anche se venne usato dai Puritani.

## Onomastico
L'onomastico viene festeggiato il 25 giugno in ricordo di san Prospero, vescovo e patrono di Reggio Emilia. Sempre con questo nome si ricordano, alle date seguenti:
- 13 marzo, san Prospero, martire a Roma sotto Diocleziano[2]
- 15 maggio, san Prospero di Benevento[2]
- 25 giugno, san Prospero d'Aquitania, monaco e teologo
- 29 luglio, san Prospero d'Orléans[4]
- 18 e 19 settembre, san Prospero da Centuripe

## Persone
- Prospero, soldato e santo romano

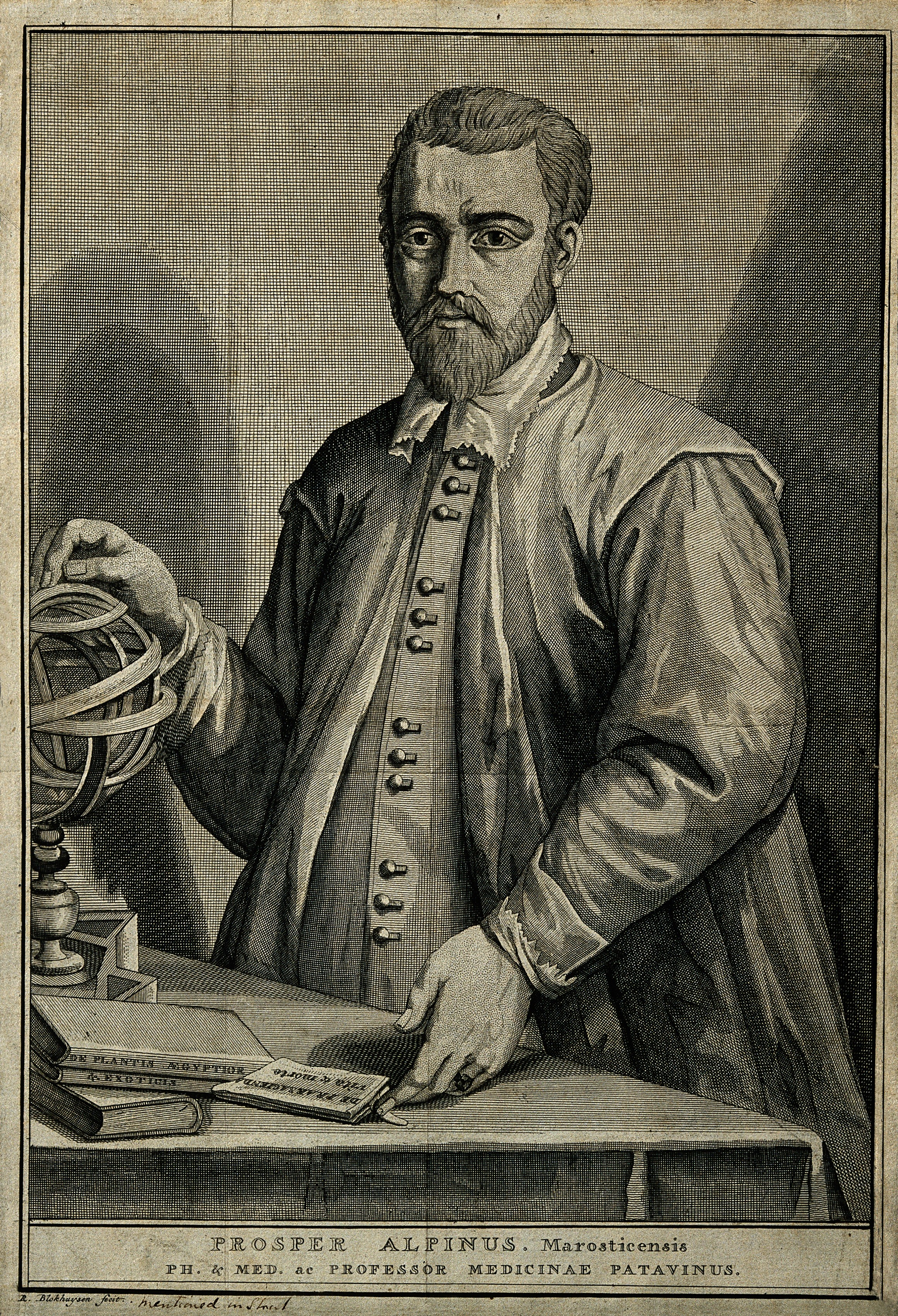
Prospero Alpini

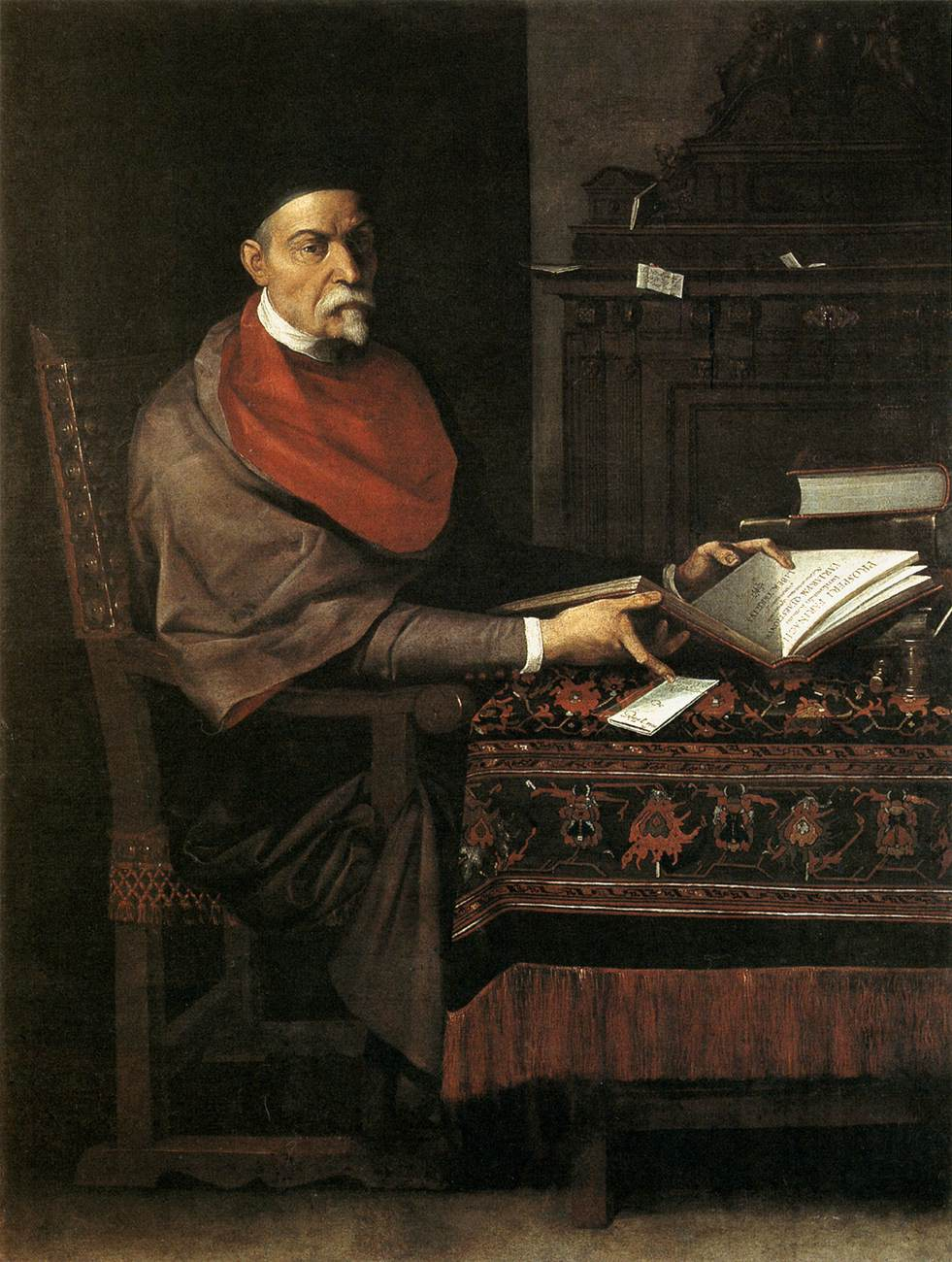
Prospero Farinacci

- Prospero Adorno, doge e capitano della Repubblica di Genova
- Prospero Alpini, medico, botanico e scienziato italiano
- Prospero Antichi, scultore italiano
- Prospero Balbo, intellettuale e politico italiano
- Prospero Caterini, cardinale italiano
- Prospero Colonna (1410 - 1463), cardinale italiano
- Prospero Colonna (1452 – 1523), condottiero italiano
- Prospero Colonna (1674 - 1743), cardinale italiano
- Prospero Colonna (1858 - 1937), politico italiano
- Prospero d'Aquitania, monaco, teologo e santo francese
- Prospero da Centuripe, santo romano
- Prospero Luigi d'Arenberg, militare belga
- Prospero Farinacci, giurista italiano
- Prospero Fontana, pittore italiano
- Prospero Gallinari, terrorista italiano
- Prospero Gianferrari, politico e ingegnere italiano
- Prospero Intorcetta, missionario e gesuita italiano
- Prospero Lorenzo Lambertini, nome di nascita di Benedetto XIV, papa
- Prospero Moisè Loria, imprenditore e filantropo italiano
- Prospero Rabaglio, pittore italiano
- Prospero Santacroce, cardinale italiano
- Prospero Taparelli D'Azeglio, nome di battesimo di Luigi Taparelli D'Azeglio, gesuita, filosofo e studioso italiano

### Variante Prosper

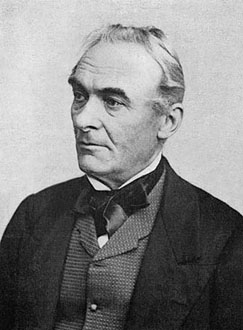
Prosper Mérimée

- Prosper Jolyot de Crébillon, poeta e drammaturgo francese
- Barthélemy Prosper Enfantin, imprenditore, scrittore e pubblicista francese
- Prosper Grech, cardinale, arcivescovo cattolico e teologo maltese
- Prosper Guéranger, abate e presbitero francese
- Prosper-Mathieu Henry, ottico e astronomo francese
- Prosper Karangwa, cestista burundese naturalizzato ruandese
- Prosper-Olivier Lissagaray, letterato e giornalista francese
- Prosper Menière, medico e scienziato francese
- Prosper Mérimée, scrittore, storico e archeologo francese
- Prosper Poullet, politico belga
- René-Prosper Tassin, storico francese

### Variante Prosperino
- Prosperino Gallipoli, religioso italiano

## Il nome nelle arti
- Prospero è un personaggio della commedia di Shakespeare La tempesta.